# Schlacht bei Chemnitz (1639)
Wallerfangen – Dömitz – Haselünne – Wittstock – Rheinfelden – Breisach – Wittenweiher – Vlotho – Ochsenfeld – Chemnitz – Bautzen – Freiberg – Riebelsdorfer Berg – Dorsten – Preßnitz – La Marfée – Wolfenbüttel – Kempener Heide – Schweidnitz – Breitenfeld – Tuttlingen – Freiburg – Philippsburg – Jüterbog –  Jankau – Herbsthausen – Alerheim – Brünn – Korneuburg – Totenhöhe – Hohentübingen –  Triebl – Zusmarshausen – Wevelinghoven – Dachau –  Prag
In der Schlacht bei Chemnitz im Dreißigjährigen Krieg besiegte am 4. Apriljul. / 14. April 1639greg. ein aus zwei Korps gebildetes schwedisches Heer unter den  Feldmarschällen Johan Banér und Lennart Torstensson kaiserliche und kursächsische Truppen unter Rudolph von Marzin. Nach dem Sieg konnte Banér, die im Frühjahr 1639 begonnene, dann aber abgebrochene Belagerung von Freiberg fortsetzen, die aber letztlich erfolglos blieb.

## Vorgeschichte

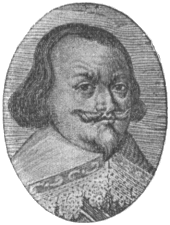
Banér, der siegreiche Feldheer der Schweden

Nachdem das kaiserliche Heer unter Matthias Gallas sich Ende Dezember 1638 durch die schlechte Versorgung in Pommern und Mecklenburg in fast aufgelöstem Zustand über die Elbe zurückgezogen hatte, um in Schlesien und Böhmen Winterquartiere zu nehmen, drängte Johan Banér schon Ende Januar 1639 mit seinem über das vergangene Jahr deutlich verstärkten Heer zu einem seiner berüchtigten Winterfeldzüge nach vorne. Er durchquerte mit den schwedischen Truppen die Lüneburger Heide nach Süden und stieß erst bei Mühlhausen in Thüringen auf kaiserliche Truppen unter Hans Wolf von Salis in ihrem Winterquartier. Salis brach überstürzt die Quartiere ab und wich Banér nach Süden aus, wurde aber am 3. März bei Elsterberg von den Schweden eingeholt, geschlagen und gefangen genommen. Anschließend versuchte Banér vergeblich, Freiberg zu erobern. Aus Böhmen wurden mehrere Reiterregimenter unter Hans Christoph III. von Puchheim den Sachsen zur Hilfe geschickt. Nachdem die kaiserlich-sächsische Vorhut unter Graf Bruay vier schwedische Regimenter kurz vor Freiberg überfiel und in die Flucht schlug, zog sich Banér von dort zurück. Der sächsische Befehlshaber Rudolph von Marzin verfolgte zusammen mit seiner Verstärkung unter Puchheim die Schweden bis nach Chemnitz.
Bereits zwei Tage vor der Schlacht hatte sich Johan Banér bei Zeitz, 60 Kilometer westlich von Chemnitz, mit dem Heereskorps von Lennart Torstensson zusammengeschlossen und war sofort in Eilmärschen Richtung Chemnitz aufgebrochen. Die schwedischen Generäle wollten das dort sorglos lagernde kaiserlich-sächsische Heer zu einer Schlacht zwingen, da sie erfahren hatten, dass für die zahlenmäßig noch unterlegenen Reichstruppen ein kaiserliches Heereskorps unter Melchior von Hatzfeldt aus dem Eichsfeld kommend zur Verstärkung im Anmarsch war.

## Verlauf der Schlacht
Die Kommandeure des kaiserlich-kursächsischen Reichsheeres, die westlich von Chemnitz bei Hohenstein-Ernstthal zwischen Chemnitz und Zwickau ihre Quartiere hatten, erfuhren erst am nachfolgenden Tag von der bedrohlichen Vereinigung der beiden schwedischen Korps und entschlossen sich zum sofortigen Rückzug nach Chemnitz. Das kaiserlich-sächsische Heer hatte die Quartiere bereits verlassen und nur gedeckt durch eine Nachhut von 300 Mann den Rückzug begonnen. Im Abzug begriffen wurde die Nachhut des Reichsheeres von dem vereinigten schwedischen Heer überrascht, und heftig kämpfend bis zum Gros des Heeres zurückgetrieben. Ein Sumpfgebiet, das von kaiserlichen Dragonern verteidigt wurde, hinderte die schwedischen Truppen, den flüchtenden Truppen schnell zu folgen und nach Chemnitz vorzudringen. Der Zeitgewinn gab dem sächsischen Kommandeur Marzin und den Kaiserlichen unter Puchheim und Raimondo Montecuccoli die Gelegenheit, das Heer in Schlachtordnung aufzustellen. Der linke Flügel bestand aus Kürassieren und war an den Ort Chemnitz angebunden. Der rechte Flügel stand hinter dem gleichnamigen Fluss Chemnitz. 
Nachdem die ersten vier schwedischen Kavallerie-Regimenter das Sumpfgebiet überwunden hatten, griffen sie unter Führung des Leibregimentes von Banér sehr übereilt den linken Flügel des Reichsheeres an und wurden unter hohen Verlusten zurückgetrieben. Erst nach einem erneuten Angriff mit drei zusätzlichen Kavallerie-Regimentern brach der linke Flügel des Reichsheeres, der ungünstig und sehr beengt aufgestellt war, völlig auseinander und flüchtete. Gemeinsam mit überlebenden flüchtenden Söldnern konnten die übrigen jetzt angreifenden schwedischen Kavallerie-Regimenter den Fluss Chemnitz überwinden. Dort trieben sie den ebenfalls schlecht aufgestellten rechten Flügel des Reichsheeres, der den Zusammenbruch des linken Flügels erlebt hatte, ebenfalls zur Flucht. Auch die Infanterie-Regimenter schlossen sich der Flucht an und wurden vom Regiment des schwedischen Generals Torsten Stålhandske vernichtet. 
Somit endete die Schlacht mit einer schweren Niederlage für das kaiserlich-kursächsische Reichsheer, unter anderem geriet General Puchheim in Gefangenschaft. Das schwedische Heer, das seine Artillerie und Infanterie gar nicht eingesetzt hatte, konnte die sechs mitgeführten Artilleriegeschütze und den Tross des gegnerischen Heeres erbeuten. Nach dem Sieg war für Johan Banér der Weg nach Böhmen geöffnet. Zunächst belagerte Banér erneut und ebenso erfolglos die Bergstadt Freiberg. Noch vor Ende des Monats April drang er jedoch über Aussig in Böhmen ein und brachte den Krieg in die habsburgischen Erblande.